# Коридорас жовтоплавцевий
Коридорас жовтоплавцевий (Corydoras melanotaenia) — вид сомоподібних риб з роду Коридорас підродини Corydoradinae родини Панцирні соми. Інші назви «зелений коридорас», «зелено-золотавий коридорас», «бронзовий коридорас». У природі поширений у річках Південної Америки; утримують також в акваріумах.

## Опис
Завдовжки сягає 5,8 см. Голова відносно велика. Очі порівняно маленькі. Є 3 пари довгих вусів як для коридораса. Тулуб витягнуто. Самці стрункіші за самиць. Спинний плавець складається з 1 жорсткого і 8 м'яких променів. Жировий плавець крихітний. Грудні плавці мають потужний перший промінь. У самців черевні плавці загострені, самиць — закруглено. Анальний плавець широкий. Хвостовий плавець доволі широкий, розділений.
Верхня половина тіла зеленого кольору з металевим відливом, проте не розповсюджується на спину. Спина має світло-жовтий колір. Пляма у вигляді маски, що вкриває обидва ока, зеленого забарвлення з металевим відливом. Нижня частина — світло-золотаво-помаранчевого забарвлення. Усі плавці є яскраво-жовтими.

## Спосіб життя
Є демерсальною рибою. Воліє до прісної та чистої води. Вдень ховається серед каміння та водоростей. Активний вночі. Полює біля дна на дрібних ракоподібних, комах, хробаків, живиться рештками рослин.
Нерест відбувається у сезон дощів. Самиця відкладає у щільну рослинність 150—180 ікринок. За кладкою ніхто не піклується. Інкубаційний період триває 5 діб.

## Розповсюдження
Є ендеміком Колумбії. Поширений в річках Мета і Магдалена.

## Утримання в акваріумі
Довжина акваріума не менше 50 см, в оздобленні повинні бути різноманітні укриття (корчі, рослини тощо). Рекомендують тримати зграйкою не менше 4—5 особин. Невибагливі в утриманні. Оптимальними параметрами води є: 20–27 °C, dGH 2—18°, pH 6,0—7,5. Потрібна фільтрація води та її регулярна підміна.